# Джейкоб Баталон
Джейкоб Баталон (англ. Jacob Batalon) — американський актор філіппінського походження. Його акторський дебют стався у 2016 в картині «Північні ліси», де він зіграв роль Купера. В тому ж році, Баталон отримав роль Неда у супергеройському фільмі «Людина-павук: Повернення додому», і брав участь у фестивалі San Diego Comic-Con International разом з іншими членами акторського складу для просування фільму. Нині, Баталон проживає в Коннектикуті.

## Фільмографія

### Фільми
| Рік  |   | Українська назва                   | Оригінальна назва         | Роль             |
| ---- | - | ---------------------------------- | ------------------------- | ---------------- |
| 2016 | ф | Північні ліси                      | North Woods               | Купер            |
| 2017 | ф | Людина-павук: Повернення додому    | Spider-Man: Homecoming    | Нед Лідс         |
| 2018 | ф | Кожен день                         | Every Day                 | Джеймс           |
| 2018 | ф | Кривавий фестиваль                 | Blood Fest                | Крілл            |
| 2018 | ф | Месники: Війна нескінченності      | Avengers: Infinity War    | Нед Лідс (камео) |
| 2019 | ф | Месники: Завершення                | Avengers: Endgame         | Нед Лідс (камео) |
| 2019 | ф | Людина-павук: Далеко від дому      | Spider-Man: Far from Home | Нед Лідс         |
| 2019 | ф | Справжній Дон Кіхот                | The True Don Quixote      | Санчо Панса      |
| 2021 | ф | Людина-павук: Нема шляху додому    | Spider-Man: No Way Home   | Нед Лідс         |
| 2023 | ф | Недоліки                           | Shortcomings              | Джин             |
| 2024 | ф | Зліт                               | Lift                      | Ен-Вісім         |
| 2024 | ф | Таро                               | Tarot                     | Пекстон          |
| 2025 | ф | Новокаїн                           | Novocaine                 | Роско Діксон     |
| 2026 | ф | Людина-павук: Абсолютно новий день | Spider-Man: Brand New Day | Нед Лідс         |

### Серіал
| Рік       |   | Українська назва  | Оригінальна назва    | Роль                                  |
| --------- | - | ----------------- | -------------------- | ------------------------------------- |
| 2020      | с | 50 штатів страху  | 50 States of Fright  | Саймон (Епізод: "Red Rum (Colorado)") |
| 2022—2024 | с | Вампір Реджинальд | Reginald the Vampire | Реджинальд Баскін (20 епізодів)       |